# Lucia Filippini
Lucia Filippini (Tarquinia, 13 de gener de 1672 - Montefiascone, 25 de març de 1732) fou una religiosa italiana, fundadora de la congregació religiosa de les Mestres Pies Filippini, que procurava l'ensenyament de les noies, especialment les mancades de recursos. És venerada com a santa per l'Església catòlica.

## Biografia

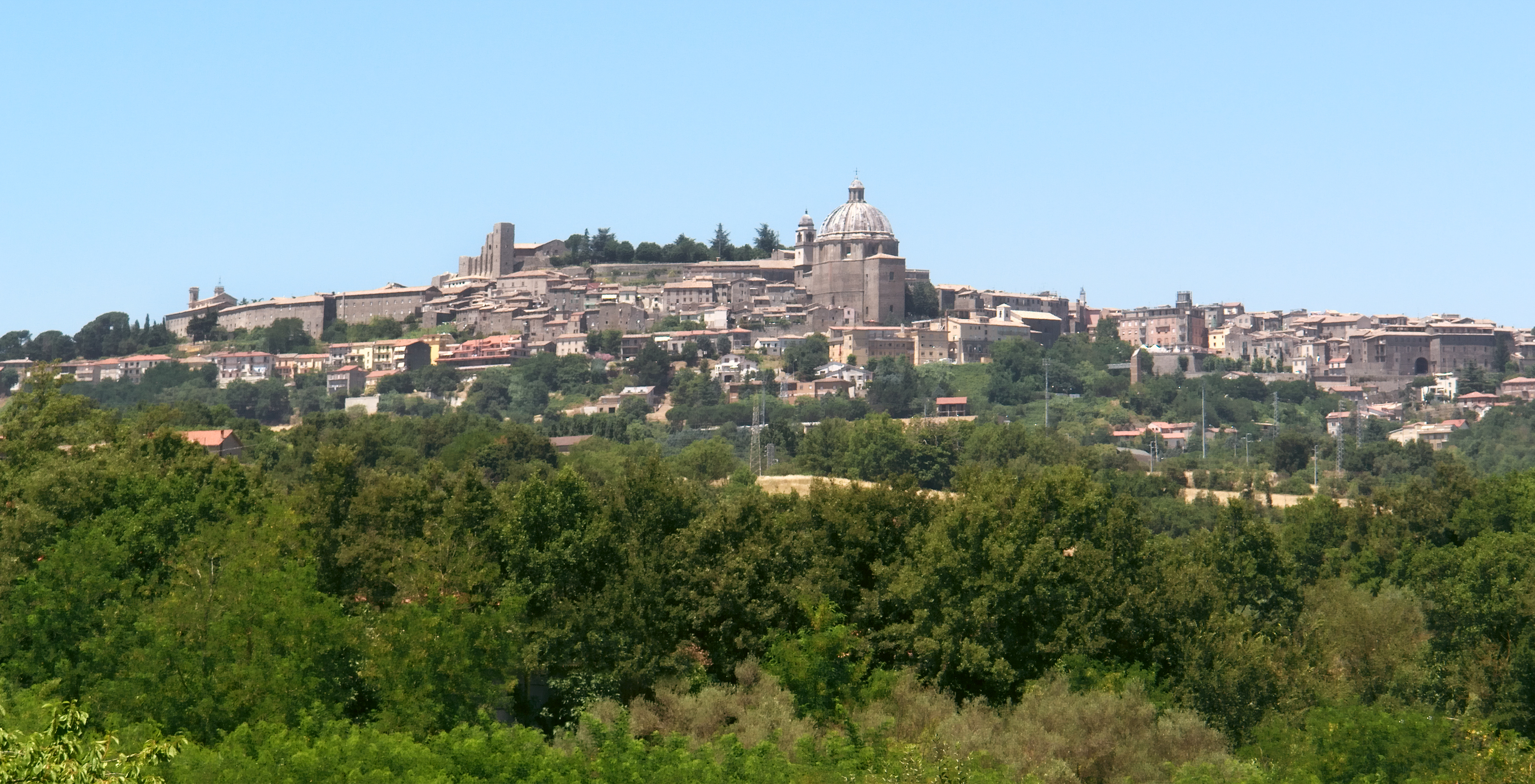
Montefiascone, amb la cúpula de la catedral on hi ha enterrada la santa.

Va ésser deixebla del cardenal Marcantonio Barbarigo i col·laboradora de Rosa Venerini, fundadora de la congregació de les Mestres Pies, que fundaven i ensenyaven en scuole pie (escoles pies, gratuïtes) per a noies pobres a Montefiascone i altres ciutats del Laci.
En 1707 Climent XI la convidà a fundar una escola a Roma. Com que, per desig del fundador, la congregació de Mestres Pies no podia actuar fora de la diòcesi de Montefiascone, Lucia va haver de fundar, per a la gestió de l'escola romana, una nova congregació d'ensenyants, les anomenades Mestres Pies Filippini: encara que és autònoma respecte a la congregació de Venerini, en comparteix els objectius.
En el moment de la seva mort, l'Institut tenia 28 escoles, que arribarien a ser 60 a finals del segle xviii.